# Hugold von Behr-Bandelin
Hugold Felix Karl Leopold von Behr-Bandelin, ab 1878 Graf von Behr-Bandelin, (* 28. Dezember 1866 auf Gut Bandelin, Bandelin; † 25. Januar 1943 in Berlin), war ein deutscher Soldat, Diplomat und Gutsbesitzer.

## Familie
Hugold von Behr-Bandelin gehörte dem niedersächsischen und pommerschen Uradelsgeschlecht Behr an. Er war der jüngste Sohn von Felix von Behr-Bandelin (1834–1894) und Mathilde von Buggenhagen-Dambeck (1841–1933).
Beide Elternteile brachten umfangreichen Gutsbesitz als Erbschaften in die Familie ein. Seine Mutter war die Erbin von Gut Dambeck (644 ha), während sein Vater das Gut Bandelin (über 1000 ha) geerbt hatte.
Weiterhin war der Vater, der 1878 in den Grafenstand in Form der Primogenitur erhoben wurde, 1884 in Berlin  gemeinsam mit Carl Peters Gründer der Deutsch-Ostafrikanischen Gesellschaft und 1886 Gründer und Leiter der Deutsch-Ostafrikanischen Plantagengesellschaft.

## Leben

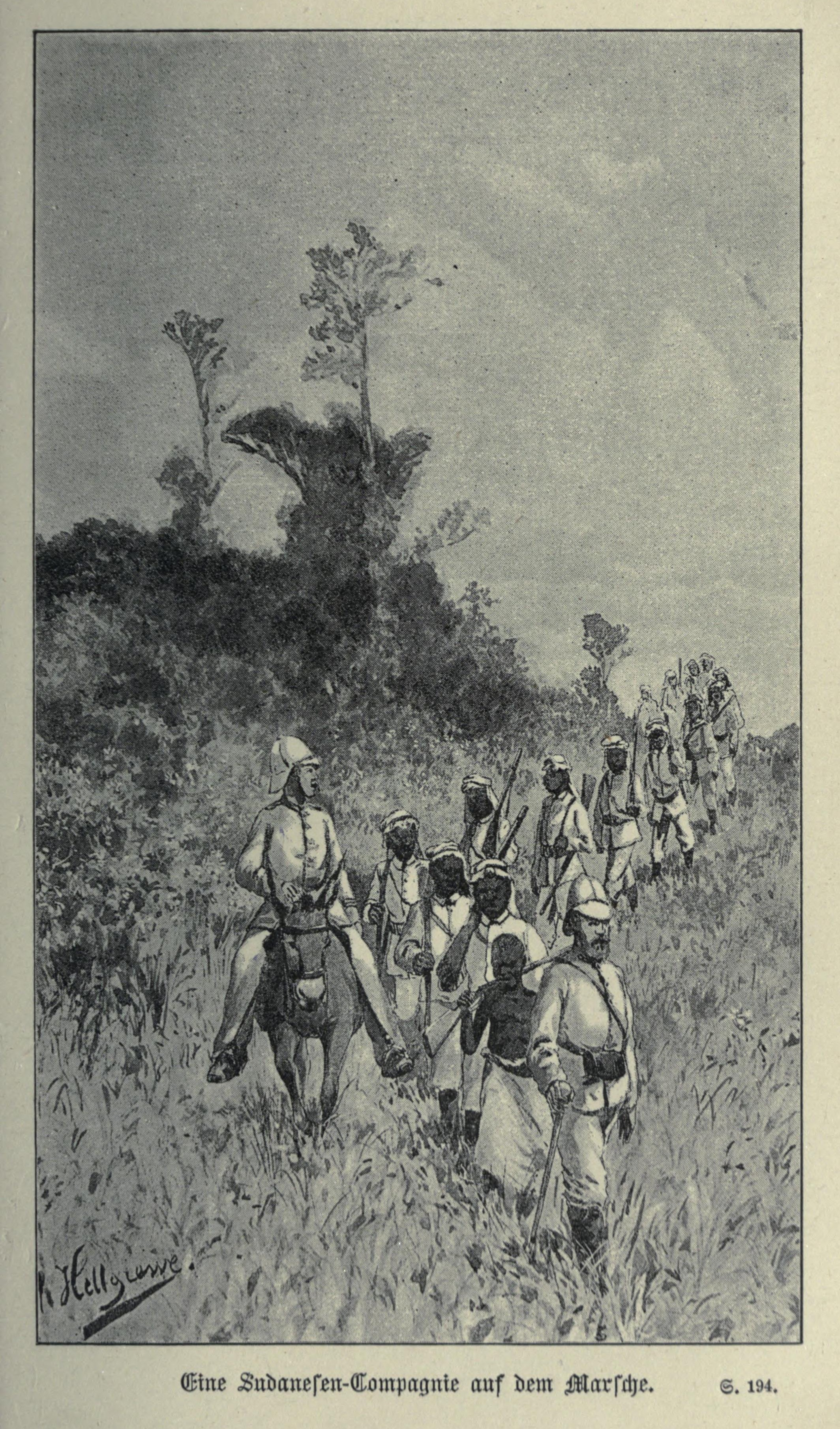
„Sudanesen-Companie“ Illustration von Rudolf Hellgrewe aus Behrs Buch Kriegsbilder aus dem Araber-Aufstand in Deutsch-Ostafrika. (1891).

Behr absolvierte seine schulische Ausbildung im preußischen Kadettenkorps und schlug zunächst die soldatische Laufbahn ein. 1886 trat er dem Dragoner Regiment Nr. 10 bei und wurde 1887 zum Leutnant ernannt. 1889 trat der sog. Wissmanntruppe bei und warb mit Böhlau in Kairo „Sudanesen“ Kompanien, die bereits der britischen Kolonialmacht gedient hatten, für den Einsatz im späteren Deutsch-Ostafrika an. In der Folge nahm er mit diesen Truppen an vielen Gefechten des dortigen Aufstands der ostafrikanischen Küstenbevölkerung (auch „Araberaufstands“) gegen die Herrschaftsansprüche der Deutsch-Ostafrikanischen Gesellschaft teil. So stürmte er am 18. November 1889 bei Yombe das Lager der Mafiti und zeichnete sich so besonders bei der Niederwerfung dieses Volksstammes aus. Nachdem der Aufstand den nördlichen Teilen Deutsch-Ostafrikas niedergeschlagen worden war, trat Behr aus der Truppe aus. 1891/92 bereiste er auf einer eigenen  Expedition den südlichen Teil des nun als „Schutzgebiet“ deklarierten Gebietes in die Flussgegenden von Rovuma und Rufiji bis zum Nyassa-See und zurück durch die Wakua-Steppe. Von 1892 bis 1894 war er in der Kolonialabteilung  des Auswärtigen Amts beschäftigt. Von 1894 bis 1906, nach Absolvierung der staatlichen Ausnahmeprüfungen, war Behr dann im diplomatischen Dienst in verschiedenen Stellungen tätig und stieg bis zum kaiserlichen Legationsrat auf.
Im Ersten Weltkrieg war Behr bei der 5. Reserve-Division eingesetzt – zuletzt im Rang eines Majors.
Zu Behrs Tätigkeiten nach dem Krieg ist nicht viel bekannt. 1914, 1922 und 1928 wurde er als Besitzer auf dem von seiner Mutter ererbten Gut Dambeck verzeichnet, 1914 bereits als kaiserliche Legationsrat a. D. Er verpachtete das Gut nach dem Pommerschen Güter-Adressbuch zunächst weiter an A(ugust) Mau, dann an Hermann Mau. Dieser erwarb das Gut 1930 dann käuflich.
Behr war seit 1898 Ehrenritter des Johanniterordens und in der Kongregation Mitglied der Provinzialgenossenschaft Pommern. Am gleichen Tag fanden Werner Freiherr von Klot-Trautvetter-Krönnevitz und Albert August Wilhelm von Puttkamer dort Aufnahme. Hugold von Behr-Bandelin war des Weiteren Mitglied der gleichgeschalteten Deutschen Adelsgenossenschaft. 
Sein weiterer Lebensweg bis zu seinem Tod ist nicht gänzlich bekannt. Hugold von Behr-Bandelin starb am 25. Januar 1943 in seiner Wohnung in der Wichmannstr. 17 in Berlin-Tiergarten.

## Werke (Auswahl)
- Kriegsbilder aus dem Araber-Aufstand in Deutsch-Ostafrika. Brockhaus Verlag. Leipzig. 1891.
- Geographische und ethnographische Notizen aus dem Flußgebiet des Rovuma. Veröffentlicht in: Mitteil.  a.  d.  d.  Schutzgebieten. Bd. V. 1892.
- Die  Wakuasteppe. Reiseberichte  aus  dem  Jahre  1891;
- Die Völker zwischen Rufiji und Rovuma Veröffentlicht in: Mitteil.  a.  d.  d.  Schutzgebieten. Bd. VI. 1893.
- Die 5. Reserve-Division im Weltkrieg. Piper Verlag. München. 1918.
- Bei den fünften Reserve-Division im Weltkriege: Tagebuch-Aufzeichnungen. Mittler Verlag. Berlin. 1919.
- 5. Reserve-Division im Weltkrieg – 300 Bilder aus Belgien, Polen, Litauen und Frankreich. Hrsg. im Auftrag der Division.